# Ilmarinen (1931)
Ilmarinen – pancernik obrony wybrzeża i okręt flagowy Fińskiej Marynarki Wojennej do czasu jego zatopienia w 1941 roku. W 1927 roku postanowiono rozbudować fińską flotę w tzw. "zespół morski", przez co postanowiono wybudować dwa duże pancerniki obrony wybrzeża, którym nadano imiona po dwóch bohaterach fińskiego eposu Kalevala. W późniejszym czasie program rozbudowy floty składał się z okrętów podwodnych i torpedowców.

## Historia

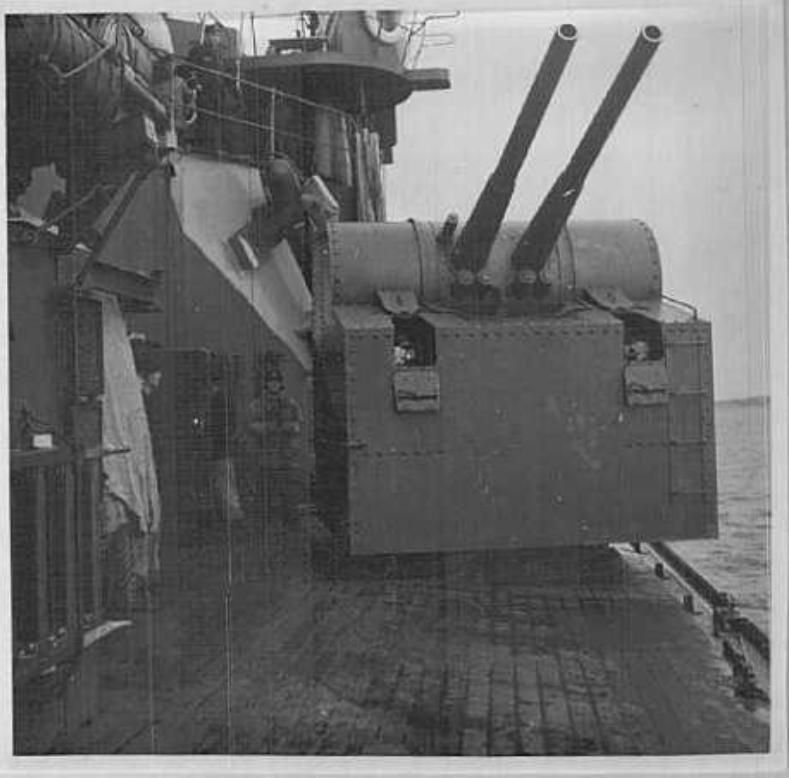
Działo 105 mm na pokładzie "Ilmarinena"

"Ilmarinen" i jego siostrzany okręt "Väinämöinen" były największymi okrętami w historii Fińskiej Marynarki Wojennej. Fińskie pancerniki były odpowiedzialne za obronę wybrzeża. Silnie uzbrojone jak na swoją klasę, były jednak słabsze niż ówczesne krążowniki. Pancerników zamierzano użyć jako mobilnych punktów artyleryjskich obrony wybrzeża, a nie jako okrętów pełnomorskich. Rozbudowane uzbrojenie oraz duże i ciężkie wieże artylerii głównej znacząco wpływały na dzielność okrętu na otwartym morzu.
Okręt został zaprojektowany przez holenderskie przedsiębiorstwo Ingenieurskantoor voor Scheepsbouw, które było sekretną filią zakładów Kruppa (było to złamanie umów traktatu wersalskiego). Te same biura planowania projektowały także okręty podwodne dla wielu flot. Fińskie pancerniki obrony wybrzeża zostały zbudowane w 1928 roku w stoczni Crichton-Vulcan, która znajdowała się w Turku. Okręt spełniał najnowocześniejsze wymagania techniczne tamtych czasów. Skrzynia biegów była typu diesel-elektrycznego. Urządzenia systemu kontroli ognia oraz urządzenia naprowadzające na cel były elektryczne, a mechaniczne liczniki przekazywały wartości ostrzału bezpośrednio do wieży artyleryjskiej. 
Okręt siostrzany "Ilmarinena", "Väinämöinen", został zwodowany 29 kwietnia 1932 roku, a "Ilmarinen" 9 lipca 1931 roku. "Ilmarinen" był okrętem flagowym floty, co oznaczało, że dowódca floty przybrzeżnej był na pokładzie okrętu podczas sezonu żeglarskiego. 3 lipca 1936 okręt gościł w Gdyni.

## Służba operacyjna

### Wojna zimowa
Już na początku wojny zimowej, 30 listopada 1939 roku, okręt został zaatakowany przez radzieckie samoloty. Po ataku okręt odpłynął w kierunku wyspy Lohm w archipelagu Korpo, przez co następna fala ataku nie mogła znaleźć celu, więc bomby zostały zrzucone na rezerwowy cel, Helsinki, pierwszego dnia wojny. Podczas pierwszych dni wojny okręt znajdował się w pobliżu Wysp Alandzkich, gdzie miał bronić wysp przed ewentualnym desantem wojsk radzieckich. W końcu stycznia 1940 roku, kiedy lód spowodował, że było trudno się przemieszczać, okręt odpłynął do Turku, gdzie miał bronić miasta swoimi działami przeciwlotniczymi. 
Turku zostało zbombardowane 60 razy przez ponad 400 samolotów. Działa przeciwlotnicze Vickers 40 mm okazały się bezużyteczne przeciwko samolotom i zastąpiono je działami Bofors 40 mm w styczniu 1941 roku. Z powodu groźby ataków powietrznych ulepszano cały czas uzbrojenie przeciwlotnicze na okręcie. W końcowym okresie wojny zimowej okręt przeniesiono w rejon Hanko–Porkkala, żeby chronić ten rejon przed ewentualnym desantem. Lód oraz zagrożenie lotnicze przeszkodziły w przebazowaniu okrętu bliżej frontu koło Przesmyku Karelskiego, żeby wspierać żołnierzy na lądzie.

### Wojna kontynuacyjna
Na początku wojny kontynuacyjnej pancernik miał za zadanie osłonę operacji "Kilpapurjehdus" czyli wyładowania żołnierzy na Wyspach Alandzkich. Okręt został zaatakowany przez radzieckie samoloty rano 22 czerwca 1941 roku niedaleko Wysp Alandzkich. 27 lipca 1941 roku podczas bitwy o Bengtskär okręt wezwano do rejonu, aby wspomógł obrońców. Myślano bowiem, że w rejonie znajdują się radzieckie niszczyciele. Pancernik ponownie padł ofiarą ataku lotnictwa ZSRR. Zabity został jeden członek załogi, a okręt został zmuszony do zawrócenia do Turku w celu napraw. Pancernik bombardował wiele razy pozycje Armii Czerwonej w bazie Hanko dopóki nie została ewakuowana.

### Operacja "Nordwind" i utrata "Ilmarinena"
Operacja "Nordwind" była odciągającą operacją, która miała przekonać wojska Armii Czerwonej, że oddziały niemieckie miały wylądować na Hiumi i na Sarema od strony morza. Do operacji zgromadzono razem 15 okrętów, które odpłynęły na południe od Utö. Chciano, żeby Sowieci obserwowali okręty. Operacja zakończyła się jednak porażką. 
Flota wypłynęła na południe 13 września 1941 roku wzdłuż szlaku, który jednak wcześniej nie był dokładnie oczyszczony z min. W ciągu dnia zaobserwowano minę, która przyczepiła się do trału morskiego. Nie udało się jej rozbroić. Gdy zapadły ciemności, o 20:30 flota otrzymała rozkaz zawrócenia. "Ilmarinen" wykonał skręt na sterburtę, aby uniknąć kontaktu znajdującej się w trale miny z burtą okrętu. W czasie wykonywania manewru mina wybuchła jednak, co potężnie wstrząsnęło okrętem i spowodowało duży przeciek. Okręt szybko nabrał wody i położył się na bakburcie a dokładnie po 7 minutach od wybuchu zatonął. Pozostałe okręty, które znajdowały się w pobliżu, zdołały uratować 132 osoby, jednak aż 271 osób utonęło. Dowódca zespołu, a także floty przybrzeżnej E. Rahola oraz dowódca "Ilmarinena", komandor R. Göransson, byli wśród tych którym udało się przeżyć. Pozostałe okręty zawróciły do bazy bez napotkania jakichkolwiek problemów w drodze powrotnej. 
Wrak pancernika "Ilmarinen" został odnaleziony po trzech latach poszukiwań w roku 1990. Rok później sześciu żyjących jeszcze członków załogi okrętu mogło zobaczyć okręt za pomocą batyskafu. Wrak leży mniej więcej 25 mil morskich na południe od Utö na głębokości 70 m.